# 조선무약
조선무약(朝鮮貿藥合資會社, Cho Seon Pharmaceutical & Trading Co)는 대한민국의 제약업체였다. 본사는 본래 서울특별시 동작구 노량진동에 있었다가, 2000년에 경기도 안산시 단원구 신길동으로 이전했다. 1925년에 설립되어, 2018년에 완전 해체되었다. 한때 우황청심원으로 알려졌던 한방 및 생약 전문기업이었으며, 민족기업이었다.

## 역사
- 1925년 : 조선무약합자회사 창립
- 1925년 : 홍양자춘원,호생단,사향소합원 발매
- 1926년 : 조고약 발매
- 1968년 : 솔표 기사회생 우황청심원 정 발매
- 1968년 : 솔표 우황청심원 해외수출 개시
- 1975년 : 보건사회부장관으로부터 일본 지역 솔표 우황청심원 수출독점권을 받음
- 1979년 : 의약품 수출 연간 100만 불을 초과 달성하였다.
- 1983년 : 대한민국 최초로 한방생약제의 GMP 경기도 안산 반월공장 준공
- 1983년 : 조선무약 서울공장, 시흥공장 9월 초부터 조선무약 경기도 안산시 신길동 반월공장으로 통합 이전 및 생산 개시.
- 1984년 : 제4회 한국방송광고대상 라디오 의약품 부문 우수상 수상(솔표-조선무약)
- 1984년 : 순수생약 마시는 위장약 솔표 위청수 출시
- 1985년 : 조선무약 대표사원 박대규 취임
- 1985년 : 비타민제 콤비이씨 출시
- 1985년 : 1986년 서울 아시안 게임, 1988년 서울 올림픽 공식후원 의약품 공급 지정
- 1986년 : 솔표 기사회생 우황청심원을 솔표 우황청심원으로 디자인변경 및 발매
- 1986년 : 한방감기약 솔표 솔감탕 출시
- 1987년 : 조선무약 생명과학연구소 개설
- 1989년 : 조선무약 창업자 독립운동가 박성수 회장 별세
- 1989년 : 발포성 생약소화제 솔표 카보명수 출시
- 1990년 : 생약소화제 솔표 솔청수 출시
- 1991년 : 한방감기약 솔표 쌍감탕 출시
- 1991년 : 대지 면적 33,515m에 건물 면적 21,491m 규모의 안산 반월공장 GMP동을 증축 완공하였다.
- 1992년 : 조선무약은 국내최초 전통한방생약 KGMP 획득 와 전품목 우수의약품(GMP) 승인
- 1992년 : 마시는 우황청심원 솔표 우황청심원액 출시
- 1994년 : 1994년 히로시마 아시안 게임 공식후원 의약품 공급 지정
- 1994년 : 비지니스 위한 생체활성음료 솔표 비지니스 출시
- 1994년 : 서울 정도 600년을 맞아 솔표우황청심원 타임캡슐에 수장품목 선정
- 1995년 : 대한민국 기업 최초로 노사 간 항구적 무쟁의 선언으로 新노사문화를 정착
- 1996년 : 조선무약 1996년 애틀랜타 올림픽 공식후원 의약품 공급 지정
- 2000년 : 조선무약-대한체육회 공식후원 계약
- 2000년 : 의약분업제도 정착 과정에서 인한 부도.
- 2002년 : 조선무약 노조와 공동위원회 결성
- 2004년 : 건강기능식품 전문제조업 허가를 취득함.
- 2006년 : 과립형태 숙취해소제 JBB20 비지니스 출시
- 2006년 : 조선무약-대한체육회 공식후원 재계약
- 2007년 : 마시는 숙취해소제 솔표 비지니스S 발매
- 2008년 : 판매거래처가 부도 내면서 유동성 급격히 악화 인해 두번째 부도
- 2014년 : 세월호 참사로 인하여 안산 시내 장례식장에 솔표우황청심원 3상자 및 단원고등학교 실종자 가족이 모여 있는 진도 실내체육관에 솔표우황청심원액 1000병 긴급 지원
- 2014년 : 조선무약은 무려 103억을 투자해 경기도 안산 본사와 충북 제천2바이오벨리으로 이전 협의 체결.
- 2016년 : 조선무약 유동성 위기로 인하여 파산
- 2017년 : 광동제약이 솔표 브랜드를 인수.
- 2018년 : 조선무약 유동성 위기 인해 파산 이후 완전 해체

## 논란
1974년에 불법으로 네팔산 사향 1kg을 밀수입한 조선무약 창업주 박성수 사장을 관세포탈 혐의로 붙잡아  압수수색영장 발부받아 수사에 나섰다.
1990년대 사무실용 빌딩을 아파트 등 불법개조한 용도변경으로 조선무약 대표 박대규 등  122명이 불구속 입건되었다.
2000년대 들어 우황청심원의 경쟁이 치열해진 것 외에도 부채 누적 탓인지  처음으로 부도를 냈다. 
부도 이후 박성수 창업주의 셋째 아들인  박대규 사장이 경영 일선에서 물러나게 되었으며  3세대인 자녀가 노조와 공동으로 경영위원회를 만들어 재기를 노렸으나 모두 물거품이 되고 말았다.
결국 조선무약은 2008년 40억원의 어음을 막지 못해 부도 처리가 나면서 2009년 기업 회생절차에 들어갔으나 M&A 매각이 이루어지지 않아 실패했고 회생절차 폐지 통보를 받게 되었다. 
더군다나,  2010년 기업회생절차를 또 밟기 위해 법원에 소송을 걸었지만, 채권자에게 막혀 실패로 돌아갔고, 2014년 대법원에 재항고 했으나 결국엔 기각당했고, 2015년, 서울지방법원에 기업회생절차를 냈으나, 번번히 기각을 당하였다. 그리하여 2016년에 조선무약은 매출 감소로 인하여 청산수순을 밟아 본사와 공장을 매각하게 되면서 껍데기로 남다가, 2018년에 조선무약은 결국 설립된지 93년만에 해체되어 역사 속으로 사라졌다.
솔표 우황청심원을 비롯한 몇몇 조선무약 제품은 광동제약으로 이관되었다.

## 해체된 후
조선무약이 청산되면서 경기도 안산시 신길동 반월공단에 있던 (구)조선무약합자회사 안산공장은 2018년에 철거됐다. 이 자리에는 2020년 9월에 안산스마트스퀘어 지식산업센터가 세워졌다. 
2000년까지 조선무약 본사가 상주했던 서울특별시 동작구 노량진로에 있던 옛 솔표빌딩은 조선무약 본사가 2000년에 안산공장으로 이전하면서 이후 민주노동당과 통합진보당 당사로 사용되었다가, 현재는 공무원학원과 키즈 수영장 등 다목적 건물로 바뀌었다.

## 우황청심원
조선무약의 대표 상품인 솔표 우황청심원은 고혈압 치료제로 생약성분이 들어 있다. 1968년 처음 출시되었을 때는 '솔표 기사회생 우황청심원 환'이라는 정이었다. 동의보감을 근거로 시대의 변천에 따라 현대인의 체질의 맞게 80여년간 연구하여 만든 고유처방이므로, 계속 수출되고 있다.

## 제품

### 의약품
- 솔표 우황청심원
- 솔표 원방우황청심원
- 솔표 정심원
- 위청수
- 솔청수
- 쌍감탕 골드
- 쌍화탕

### 일반식품
- JBB 비지니스
- 솔표 비지니스S
- 마시는 키토
- 쌍화대보
- 쌍화차

### 건강기능식품
- 솔표아로니아골드
- 솔표프로폴리스
- 혈통바릴티로신

### 판매중단제품
- 홍양자춘원
- 호생단
- 조고약
- 백선패
- 건보환
- 솔표 쌍화탕
- 원삼정
- 솔감탕
- 솔표 다이어트
- 솔표 아이키
- 쌍감탕
- 카보명수
- 까스솔청수
- 모생천012
- 사향소합원
- 안심원
- 한방위청산
- 통쾌한
- 장탁환
- 솔표 비지니스
- 콤비이-씨